# Bernard Consten
 (juillet 2017).
Bernard Consten est un pilote de rallye automobile français, né le 5 avril 1932 à Courbevoie et mort le 22 juillet 2017 au Cannet.

## Biographie
Fils d'un concessionnaire Renault, il débute très tôt en rallye en 1956 avant de devenir pilote officiel pour différentes marques, dont Alfa Romeo pour laquelle il est devenu le premier champion de France des rallyes (nouvelle formule) en 1967, après avoir déjà été trois fois champion de France, en catégorie Tourisme.
Son cousin germain et principal copilote, Jean Hébert, était ingénieur et journaliste à l'Auto-Journal. Ensemble ils choisissaient alors leurs véhicules en fonction des courses, des résultats des saisons précédentes, et des règlements (à indices correcteurs ou non). Tous deux gagnent 18 des 20 courses auxquelles ils participent en 1958.
Consten a gagné cinq fois le Tour de France automobile en catégorie Tourisme, d'abord sur Alfa Romeo en 1958, puis sur Jaguar de 1960 à 1963.
En mars 1968, il est élu président de la FFSA, succédant à Claude Bourillot. Dès lors, sa présence en rallye n'est plus qu'occasionnelle. L'année suivante, il remet sur pied le Tour de France automobile, son épreuve fétiche, dont il reste l'organisateur jusqu'en 1980.
Dans les années 1970, il participe à quelques rallyes africains, et démontre n'avoir rien perdu de son talent ni de son intelligence de la course en remportant notamment le rallye du Bandama 1975 sur Peugeot 504, devant son coéquipier Timo Makinen, et en terminant second du Rallye du Maroc WRC en 1975 avec Gérard Flocon sur Peugeot 504 (déjà classé troisième en 1971, avec Stanislas Motte sur Citroën DS 21, alors en Coupe Internationale des Marques).
De 1988 à 2001, il est vice président de l'Amicale Jaguar de France qui rassemble les passionnés de la marque Jaguar,.
Bernard Consten a également participé à quelques courses sur circuit. Il compte notamment six participations aux 24 Heures du Mans entre 1957 et 1962.

## Titres
| Saison | Titre                                          | Voiture                               |
| ------ | ---------------------------------------------- | ------------------------------------- |
| 1957   | Vice-champion de France des rallyes - Tourisme | Alfa Romeo Giulietta                  |
| 1958   | Champion de France des rallyes - Tourisme      | Alfa Romeo Giulietta TI               |
| 1959   | Vice-champion d'Europe des rallyes             | Alfa Romeo Giulietta TI               |
| 1961   | Champion de France des rallyes - Tourisme      | Jaguar Mark 2                         |
| 1962   | Champion de France des rallyes - Tourisme      | Jaguar Mark 2 & Renault Dauphine 1093 |
| 1967   | Champion de France des rallyes sur asphalte    | Alfa Romeo Giulia GTA                 |

## Principales victoires
| Saison | Rallye                                                                               | Copilote           | Voiture                   |
| ------ | ------------------------------------------------------------------------------------ | ------------------ | ------------------------- |
| 1957   | 6 Heures de Saint-Cloud                                                              | Garrou             | Alfa Romeo                |
| 1957   | Rallye de Lorraine-Alsace                                                            | Jean Vinatier      | Alfa Romeo Giulietta      |
| 1958   | Rallye des Lions                                                                     | Jean Hébert        | Panhard Dyna Z            |
| 1958   | Rallye des Routes du Nord                                                            | Jean Hébert        | Panhard Dyna Z            |
| 1958   | Rallye de Lorraine-Alsace                                                            | Jean Hébert        | Alfa Romeo Giulietta Ti   |
| 1958   | Rallye d'Allemagne                                                                   | Jean Hébert        | Alfa Romeo Giulietta      |
| 1958   | Coupe des Alpes (et catégorie Tourisme)                                              | Roger de Lageneste | Alfa Romeo Giulietta      |
| 1958   | Liège-Rome-Liège                                                                     | Jean Hébert        | Alfa Romeo 1900           |
| 1958   | Tour de France automobile - Tourisme                                                 | Jean Hébert        | Alfa Romeo Giulietta      |
| 1959   | Rallye de Côte d'Ivoire                                                              | André Briat        | Renault Dauphine Spéciale |
| 1959   | Rallye Lyon-Charbonnières                                                            | Jean Hébert        | Alfa Romeo Giulietta      |
| 1959   | Rallye de Lorraine-Alsace                                                            | Jean Hébert        | Alfa Romeo Giulietta SZ   |
| 1959   | Rallye Mont-Blanc Iseran                                                             | Jean Hébert        | Alfa Romeo Giulietta Ti   |
| 1960   | Tour de France automobile - Tourisme                                                 | Jack Renel         | Jaguar Mark 2             |
| 1961   | Rallye des Routes du Nord - Tourisme                                                 | Jean Hébert        | Jaguar Mark 2             |
| 1961   | Rallye des Lions                                                                     | Claude Leguézec    | Jaguar Mark 2             |
| 1961   | Tour de France automobile - Tourisme                                                 | Jack Renel         | Jaguar Mark 2             |
| 1962   | Rallye des Routes du Nord - Tourisme                                                 | Jean Hébert        | Jaguar Mark 2             |
| 1962   | Rallye du Touquet - Tourisme                                                         | Stanislas Motte    | Jaguar Mark 2             |
| 1962   | Rallye de Lorraine - Tourisme                                                        | Jean Vinatier      | Jaguar Mark 2             |
| 1962   | Tour de France automobile - Tourisme                                                 | Jack Renel         | Jaguar Mark 2             |
| 1963   | Rallye de Picardie - Tourisme                                                        | Jack Renel         | Jaguar Mark 2             |
| 1963   | Tour de France automobile - Tourisme                                                 | Jack Renel         | Jaguar Mark 2             |
| 1964   | Rallye de l'A.C.O. - Tourisme                                                        | Jack Renel         | Alfa Romeo Giulia Super   |
| 1965   | Coupe des Alpes - Grand Tourisme                                                     | Jean Hébert        | Alfa Romeo Giulia TZ      |
| 1966   | Rallye des Routes du Nord - Groupe 2 (également victoire de Groupe l'année suivante) | Jean Hébert        | Alfa Romeo Giulia GTA     |
| 1967   | Rallye de l'A.C.O.                                                                   | Bernard Pichon     | Alfa Romeo Giulia GTA     |
| 1967   | Rallye du Roussillon                                                                 | de Labaume         | Alfa Romeo Giulia GTA     |
| 1975   | Rallye du Bandama                                                                    | Gérard Flocon      | Peugeot 504               |

## Classements aux 24 Heures du Mans
| Année | Équipe                          | Voiture                              | Équipier                   | Classement | Cause d'abandon       |
| ----- | ------------------------------- | ------------------------------------ | -------------------------- | ---------- | --------------------- |
| 1957  | Automobilies VP                 | VP 166R                              | Jean-Marie Dumazer (de)    | Abandon    | Accident              |
| 1958  | Équipe Monopole Corse           | Monopole VM5 (en)                    | Jean Vinatier              | Abandon    | Casse moteur          |
| 1959  | Automobiles Deutsch & Bonnet    | DB HBR4 (de)                         | Paul Armagnac              | 11°        |                       |
| 1960  | Squadra Vigilio Conrero         | Alfa Romeo Giulietta SV Conrero 1150 | Francesco de Leonibus (de) | Abandon    | Défection du véhicule |
| 1961  | Essex Racing Stable             | Aston Martin DB4 GT Zagato           | Jack Fairman               | Abandon    | Casse moteur          |
| 1962  | Société Automobiles René Bonnet | René Bonnet Djet                     | José Rosinski              | 17°        |                       |